# ビクター・ヘンリー
ビクター・ヘンリー（Victor Henry、1987年5月4日 - ）は、アメリカ合衆国の男性総合格闘家。カリフォルニア州サウスゲイト出身。UWF USA所属。元DEEPバンタム級王者。

## 来歴
ジョシュ・バーネットに師事してCSWでトレーニングを積み、2010年にプロデビュー。
2014年7月13日、GRAND SLAMの旗揚げ大会「GRANDSLAM -Way of the Cage-」で初来日し、メインイベントで所英男と対戦。右フックでダウンを奪い、パウンドでTKO勝ちを収めた。
2015年2月8日、GRANDSLAM 2のメインイベントで元修斗世界フェザー級（-60kg）王者の上田将勝と対戦し、膝十字固めで一本勝ち。

### パンクラス
2015年5月31日、パンクラス初参戦となったPANCRASE 267で中島太一と対戦し、2-1の判定勝ち。
2015年10月4日、PANCRASE 270でバンタム級ランキング5位の福島秀和と対戦し、ギロチンチョークで一本勝ち。
2015年12月13日、PANCRASE 273のバンタム級キング・オブ・パンクラスタイトルマッチで王者の石渡伸太郎に挑戦。1Rにギロチンチョークを極めかけるなど健闘を見せたものの、0-3の判定負けで王座獲得に失敗した。
2016年4月24日、PANCRASE 277でバンタム級ランキング4位のアラン“ヒロ”ヤマニハと対戦し、3-0の判定勝ち。
2016年11月13日、PANCRASE 282のバンタム級キング・オブ・パンクラス次期挑戦者決定戦でバンタム級ランキング2位のハファエル・シウバと対戦し、1-2の判定負け。この試合の後から所属チームのCSWを離れ、ジョシュが新たに結成した「UWF USA」に移籍した。
2017年3月12日、PANCRASE 285でバンタム級ランキング2位の上田将勝と再戦し、0-3の判定負け。

### DEEP
2018年8月26日、DEEP初参戦となったDEEP 85 IMPACTで元DEEP二階級王者の大塚隆史と対戦し、右前蹴りでKO勝ち。
2019年3月9日、DEEP 88 IMPACTのDEEPバンタム級タイトルマッチで王者の元谷友貴に挑戦。攻守の展開が目まぐるしく入れ替わる接戦となり、3Rに元谷の猛攻を受けてグラウンドで殴り続けられる展開となったが、3-2の判定勝ちを収め、王座獲得に成功した。勝利者マイクでは「3Rに俺をボロボロにして地獄にいるような気分を味合わせてくれた元谷に感謝します。紙一重の試合でした。そろそろRIZINに出場する時が来たと思う」と述べた。

### RIZIN
2019年8月18日、RIZIN初参戦となったRIZIN.18でトレント・ガーダムと対戦し、ガーダムの打撃に苦戦するも、3Rに後三角絞めで一本勝ち。
2020年2月22日、RIZIN.21で金原正徳と対戦。1Rは金原優勢だったが、2Rに右ストレートでダウンを奪い、パウンドで追撃してTKO勝ちを収めた。
2020年2月以降、コロナウイルス蔓延により日本政府の渡航規制が発令されたことで、日本への渡航及びに契約していたRIZINへの出場が困難となった。
2020年11月7日、Parus Fight Championship 2020のFEMFPバンタム級王座決定戦でデニス・ラヴレンティエフと再戦し、0-3の判定負け。
2021年10月31日、LFX 6のLOXFバンタム級タイトルマッチで王者のアルバート・モラレスに挑戦。リアネイキドチョークで一本勝ちを収め、王座獲得に成功した。

### UFC
2022年1月22日、UFC初参戦となったUFC 270でラオーニ・バルセロスと対戦し、3-0の判定勝ち。
2023年8月14日、UFC参戦中でDEEPバンタム級王座の防衛戦を行うことが困難となったためDEEPバンタム級王座を返上し、暫定王者の石司晃一が第9代DEEPバンタム級王座に認定された。
2024年11月2日、UFC Fight Night: Moreno vs. Albaziでシャルル・ジョーデインと対戦し、ギロチンチョークで3R一本負け。

## 戦績
| 総合格闘技 戦績 | 総合格闘技 戦績 | 総合格闘技 戦績 | 総合格闘技 戦績 | 総合格闘技 戦績 | 総合格闘技 戦績 | 総合格闘技 戦績 |
| --------------- | --------------- | --------------- | --------------- | --------------- | --------------- | --------------- |
| 33 試合         | (T)KO           | 一本            | 判定            | その他          | 引き分け        | 無効試合        |
| 25 勝           | 7               | 8               | 10              | 0               | 0               | 1               |
| 7 敗            | 0               | 1               | 6               | 0               | 0               | 1               |

| 勝敗 | 対戦相手                     | 試合結果                                     | 大会名                                                              | 開催年月日     |
| ○    | ペドロ・ファウカオン         | 5分3R終了 判定3-0                            | UFC on ESPN 65: Emmett vs. Murphy                                   | 2025年4月6日   |
| ×    | シャルル・ジョーデイン       | 2R 3:43 ギロチンチョーク                     | UFC Fight Night: Moreno vs. Albazi                                  | 2024年11月2日  |
| ○    | ハニ・ヤヒーラ               | 3R 2:36 TKO（スタンドパンチ連打）            | UFC on ESPN 55: Nicolau vs. Perez                                   | 2024年4月27日  |
| －   | ジャビッド・バシャラート     | 2R 0:15 ノーコンテスト（偶発的なローブロー） | UFC 294: Makhachev vs. Volkanovski 2                                | 2023年10月21日 |
| ○    | トニー・グレーブリー         | 5分3R終了 判定2-1                            | UFC Fight Night: Yan vs. Dvalishvili                                | 2023年3月11日  |
| ×    | ハファエル・アスンソン       | 5分3R終了 判定0-3                            | UFC Fight Night: Grasso vs. Araújo                                  | 2022年10月15日 |
| ○    | ラオーニ・バルセロス         | 5分3R終了 判定3-0                            | UFC 270: Ngannou vs. Gane                                           | 2022年1月22日  |
| ○    | アルバート・モラレス         | 2R 1:46 リアネイキドチョーク                 | LFX 6 【LOXFバンタム級タイトルマッチ】                              | 2021年10月31日 |
| ×    | デニス・ラヴレンティエフ     | 5分3R終了 判定0-3                            | Parus Fight Championship 2020 【FEMFPバンタム級王座決定戦】         | 2020年11月7日  |
| ○    | 金原正徳                     | 2R 0:45 TKO（右ストレート→パウンド）         | RIZIN.21                                                            | 2020年2月22日  |
| ○    | トレント・ガーダム           | 3R 2:14 後三角絞め                           | RIZIN.18                                                            | 2019年8月18日  |
| ○    | ニキータ・クリスチャコフ     | 1R 4:50 TKO（グラウンドパンチ）              | RCC 6                                                               | 2019年5月4日   |
| ○    | 元谷友貴                     | 5分3R終了 判定3-2                            | DEEP 88 IMPACT 【DEEPバンタム級タイトルマッチ】                     | 2019年3月9日   |
| ○    | デニス・ラヴレンティエフ     | 5分3R終了 判定3-0                            | RCC 5                                                               | 2018年12月15日 |
| ○    | カイラー・フィリップス       | 5分3R終了 判定2-1                            | CXF 15: Rage in the Cage                                            | 2018年10月20日 |
| ○    | 大塚隆史                     | 3R 1:36 KO（右前蹴り）                       | DEEP 85 IMPACT                                                      | 2018年8月26日  |
| ○    | アンデウソン・ドス・サントス | 2R終了時 TKO（ドクターストップ）             | KOTC: Energetic Pursuit                                             | 2018年2月24日  |
| ×    | 上田将勝                     | 5分3R終了 判定0-3                            | PANCRASE 285                                                        | 2017年3月12日  |
| ×    | ハファエル・シウバ           | 5分3R終了 判定1-2                            | PANCRASE 282 【バンタム級キング・オブ・パンクラス次期挑戦者決定戦】 | 2016年11月13日 |
| ○    | アラン“ヒロ”ヤマニハ         | 5分3R終了 判定3-0                            | PANCRASE 277                                                        | 2016年4月24日  |
| ×    | 石渡伸太郎                   | 5分5R終了 判定0-3                            | PANCRASE 273 【バンタム級キング・オブ・パンクラスタイトルマッチ】   | 2015年12月13日 |
| ○    | 福島秀和                     | 1R 4:32 フロントチョーク                     | PANCRASE 270                                                        | 2015年10月4日  |
| ○    | 中島太一                     | 5分3R終了 判定2-1                            | PANCRASE 267                                                        | 2015年5月31日  |
| ○    | 上田将勝                     | 3R 3:22 膝十字固め                           | GRANDSLAM 2 -Way of the Cage-                                       | 2015年2月8日   |
| ○    | コリー・フォン・バウアー     | 1R 4:43 腕ひしぎ十字固め                     | SFL 35: SFL America                                                 | 2014年10月4日  |
| ○    | 所英男                       | 2R 1:52 TKO（右フック→パウンド）             | GRANDSLAM -Way of the Cage-                                         | 2014年7月13日  |
| ×    | ジョー・マーフィー           | 5分3R終了 判定1-2                            | FCOC 28                                                             | 2014年4月17日  |
| ○    | ジェフ・マーティン           | 1R 4:22 腕ひしぎ十字固め                     | BAMMA USA: Badbeat 10                                               | 2013年8月9日   |
| ○    | ケビン・マイケル             | 5分3R終了 判定3-0                            | KOTC: Validation                                                    | 2013年7月11日  |
| ○    | ブロンソン・カサレス         | 3分3R終了 判定3-0                            | Fight Club OC: Rumble on the Range                                  | 2013年5月16日  |
| ○    | ボビー・サンチェス           | 1R 1:34 ギロチンチョーク                     | Respect in the Cage                                                 | 2012年1月21日  |
| ○    | ゲイリー・マイケルズ         | TKO（パンチ連打）                            | Respect in the Cage                                                 | 2010年10月9日  |
| ○    | ディリオン・クロウショーン   | 2R 2:36 リアネイキドチョーク                 | Respect in the Cage                                                 | 2010年8月21日  |

## 獲得タイトル
- 第8代DEEPバンタム級王座（2019年）
- LOXFバンタム級王座（2021年）